# Nino Schurter
Nino Schurter (nascido em 13 de maio de 1986) é um atleta suíço que compete no cross-country de mountain bike. Ele competiu nos Jogos Olímpicos de Verão de 2008 e 2012, conquistando respectivamente a medalha de bronze e de prata.
Campeão das Olimpíadas de 2016 no Rio de Janeiro, Brasil. Até nos dias atuais, que continua sua competitividade com força bruta.

## Medalheiro internacional
| Jogos Olímpicos    | Jogos Olímpicos                   | Jogos Olímpicos   | Jogos Olímpicos            |
| Ano                | Lugar                             | Medalha           | Competição                 |
| ------------------ | --------------------------------- | ----------------- | -------------------------- |
| 2008               | Pequim ( China)                   | Medalha de bronze | Cross-country olímpico     |
| 2012               | Londres ( Reino Unido)            | Medalha de prata  | Cross-country olímpico     |
| 2016               | Rio de Janeiro ( Brasil)          | Medalha de ouro   | Cross-country olímpico     |
| Campeonato Mundial |                                   |                   |                            |
| Ano                | Lugar                             | Medalha           | Competição                 |
| 2003               | Lugano ( Suíça )                  | Medalha de prata  | Cross-country por relevos  |
| 2004               | Les Gets ( França)                | Medalha de prata  | Cross-country por relevos  |
| 2006               | Rotorua ( Nova Zelândia)          | Medalha de ouro   | Cross-country por relevos  |
| 2007               | Fort William ( Reino Unido)       | Medalha de ouro   | Cross-country por relevos  |
| 2008               | Val di Sole ( Itália)             | Medalha de prata  | Cross-country por relevos  |
| 2009               | Camberra ( Austrália)             | Medalha de ouro   | Cross-country olímpico     |
| 2011               | Champéry ( Suíça )                | Medalha de prata  | Cross-country olímpico     |
| 2011               | Champéry ( Suíça )                | Medalha de prata  | Cross-country por relevos  |
| 2012               | Leogang/Saalfelden ( Áustria)     | Medalha de ouro   | Cross-country olímpico     |
| 2013               | Pietermaritzburg ( África do Sul) | Medalha de ouro   | Cross-country olímpico     |
| 2014               | Hafjell/Lillehammer ( Noruega)    | Medalha de prata  | Cross-country olímpico     |
| 2014               | Hafjell/Lillehammer ( Noruega)    | Medalha de prata  | Cross-country por relevos  |
| 2015               | Vallnord ( Andorra)               | Medalha de ouro   | Cross-country olímpico     |
| 2016               | Nové Město ( Chéquia)             | Medalha de ouro   | Cross-country olímpico     |
| 2017               | Cairns ( Austrália)               | Medalha de ouro   | Cross-country olímpico     |
| 2017               | Cairns ( Austrália)               | Medalha de ouro   | Cross-country por relevos  |
| 2018               | Lenzerheide ( Suíça )             | Medalha de ouro   | Cross-country olímpico     |
| 2018               | Lenzerheide ( Suíça )             | Medalha de ouro   | Cross-country por relevos  |
| 2019               | Mont-Sainte-Anne ( Canadá)        | Medalha de ouro   | Cross-country olímpico     |
| 2019               | Mont-Sainte-Anne ( Canadá)        | Medalha de ouro   | Cross-country por relevos  |
| 2021               | Val di Sole ( Itália)             | Medalha de ouro   | Cross-country olímpico     |
| 2022               | Les Gets ( França)                | Medalha de ouro   | Cross-country olímpico     |
| 2022               | Les Gets ( França)                | Medalha de ouro   | Cross-country por relevos  |
| 2023               | Glásgua ( Reino Unido)            | Medalha de ouro   | Cross-country por relevos  |
| 2023               | Glásgua ( Reino Unido)            | Medalha de bronze | Cross-country olímpico     |
| Jogos Europeus     |                                   |                   |                            |
| Ano                | Lugar                             | Medalha           | Competição                 |
| 2015               | Bacu ( Azerbaijão)                | Medalha de ouro   | Cross-country olímpico     |
| Campeonato Europeu |                                   |                   |                            |
| Ano                | Lugar                             | Medalha           | Competição                 |
| 2003               | Graz ( Áustria)                   | Medalha de ouro   | Cross-country por relevos  |
| 2004               | Wałbrzych ( Polónia)              | Medalha de ouro   | Cross-country por relevos  |
| 2005               | Kluisbergen ( Bélgica)            | Medalha de prata  | Cross-country por relevos  |
| 2006               | Lamosano ( Itália)                | Medalha de ouro   | Cross-country por relevos  |
| 2007               | Capadócia ( Turquia)              | Medalha de ouro   | Cross-country por relevos  |
| 2013               | Berna ( Suíça )                   | Medalha de prata  | Cross-country olímpico     |
| 2013               | Berna ( Suíça )                   | Medalha de prata  | Campo a través por relevos |
| 2020               | Monteceneri ( Suíça )             | Medalha de ouro   | Cross-country por relevos  |

## Resultados na Copa do Mundo

### Sistema de pontuação
Corridas de XCC:
Sistema de pontuação desde o 2018 até o 2021:
| Posição | 1.º | 2.º | 3.º | 4.º | 5.º | 6.º | 7.º | 8.º | 9.º | 10.º | 11.º | 12.º | 13.º | 14.º | 15.º | 16.º | 17.º | 18.º | 19.º | 20.º | 21.º | 22.º | 23.º | 24.º | 25.º | 26.º | 27.º | 28.º | 29.º | 30.º | 31.º | 32.º | 33.º | 34.º | 35.º | 36.º | 37.º | 38.º | 39.º | 40.º |
| Pontos  | 125 | 100 | 80  | 75  | 70  | 65  | 60  | 55  | 50  | 45   | 40   | 35   | 30   | 29   | 28   | 27   | 26   | 25   | 24   | 23   | 22   | 21   | 20   | 19   | 18   | 17   | 16   | 15   | 14   | 13   | 12   | 11   | 10   | 9    | 8    | 7    | 6    | 5    | 4    | 3    |

Sistema de pontuação a partir do 2022:
| Posição | 1.º | 2.º | 3.º | 4.º | 5.º | 6.º | 7.º | 8.º | 9.º | 10.º | 11.º | 12.º | 13.º | 14.º | 15.º | 16.º | 17.º | 18.º | 19.º | 20.º | 21.º | 22.º | 23.º | 24.º | 25.º | 26.º | 27.º | 28.º | 29.º | 30.º | 31.º | 32.º | 33.º | 34.º | 35.º | 36.º | 37.º | 38.º | 39.º | 40.º |
| Pontos  | 80  | 65  | 50  | 40  | 38  | 37  | 36  | 35  | 34  | 33   | 32   | 31   | 30   | 29   | 28   | 27   | 26   | 25   | 24   | 23   | 22   | 21   | 20   | 19   | 18   | 17   | 16   | 15   | 14   | 13   | 12   | 11   | 10   | 9    | 8    | 7    | 6    | 5    | 4    | 3    |

Corridas de XCO:
| Posição | 1.º | 2.º | 3.º | 4.º | 5.º | 6.º | 7.º | 8.º | 9.º | 10.º | 11.º | 12.º | 13.º | 14.º | 15.º | 16.º | 17.º | 18.º | 19.º | 20.º | 21.º | 22.º | 23.º | 24.º | 25.º | 26.º | 27.º | 28.º | 29.º | 30.º | 31.º | 32.º | 33.º | 34.º | 35.º | 36.º | 37.º | 38.º | 39.º | 40.º | 41.º | 42.º | 43.º | 44.º | 45.º | 46.º | 47.º | 48.º | 49.º | 50.º | 51.º | 52.º | 53.º | 54.º | 55.º | 56.º | 57.º | 58.º | 59.º | 60.º | Corrida finalizada a partir do 61.º |
| Pontos  | 250 | 200 | 160 | 150 | 140 | 130 | 120 | 110 | 100 | 95   | 90   | 85   | 80   | 78   | 76   | 74   | 72   | 70   | 68   | 66   | 64   | 62   | 60   | 58   | 56   | 54   | 52   | 50   | 48   | 46   | 44   | 42   | 40   | 38   | 36   | 34   | 32   | 30   | 29   | 28   | 27   | 26   | 25   | 24   | 23   | 22   | 21   | 20   | 19   | 18   | 17   | 16   | 15   | 14   | 13   | 12   | 11   | 10   | 9    | 8    | 3                                   |

| Ano  | Modalidade | 1      | 2       | 3       | 4      | 5      | 6       | 7       | 8       | 9      | Pos. | Pontos |
| ---- | ---------- | ------ | ------- | ------- | ------ | ------ | ------- | ------- | ------- | ------ | ---- | ------ |
| 2005 | XCO        | SPA 28 | MAD 35  | HOU 45  | WIL 22 | MON —  | SAN —   | ANG —   | FOR DNF |        | 43.° | 174    |
| 2006 | XCO        | CUR 14 | MAD 14  | SPA —   | FOR 9  | MON 18 | SCH 23  |         |         |        | 9.°  | 481    |
| 2007 | XCO        | HOU 6  | OFF DNF | CHA 3   | MON 5  | FEL 6  | MAR DNF |         |         |        | 8.°  | 560    |
| 2008 | XCO        | HOU 2  | OFF 4   | MAD DNF | AND 15 | FOR 2  | MON —   | BRO —   | CAN 8   | SCH 17 | 8.°  | 808    |
| 2009 | XCO        | PIE 6  | OFF 10  | HOU —   | MAD 5  | MON 13 | BRO 6   | CHA 26  | SCH 4   |        | 5.°  | 779    |
| 2010 | XCO        | DAL 1  | HOU 15  | OFF 2   | CHA 3  | ISE 1  | WIN 2   |         |         |        | 1.º  | 1136   |
| 2011 | XCO        | PIE 1  | DAL 9   | OFF 7   | MON 2  | WIN 2  | NOV 2   | ISE 2   |         |        | 2.º  | 1270   |
| 2012 | XCO        | PIE 1  | HOU 2   | NOV 1   | LAB —  | MON 1  | WIN —   | ISE 1   |         |        | 1.º  | 1200   |
| 2013 | XCO        | ALB 18 | NOV 1   | VAL 1   | AND 1  | MON 3  | HAF 2   |         |         |        | 1.º  | 1180   |
| 2014 | XCO        | PIE 6  | CAI —   | NOV 1   | ALB 2  | MON 1  | WIN 1   | MER 1   |         |        | 2.º  | 1330   |
| 2015 | XCO        | NOV 2  | ALB 2   | LEN 2   | MON 1  | WIN 1  | VAL 1   |         |         |        | 1.º  | 850    |
| 2016 | XCO        | CAI 1  | ALB 1   | LAB 4   | LEN 1  | MON —  | AND 13  |         |         |        | 2.º  | 2190   |
| 2017 | XCO        | NOV 1  | ALB 1   | AND 1   | LEN 1  | MON 1  | VAL 1   |         |         |        | 1.º  | 1500   |
| 2018 | XCC        |        | ALB DNF | NOV 3   | VAL 2  | AND 4  | MON 22  | LAB 6   |         |        | 1.º  | 1861   |
| 2018 | XCO        | STE 2  | ALB 1   | NOV 1   | VAL 1  | AND 2  | MON 7   | LAB 1   |         |        | 1.º  | 1861   |
| 2019 | XCC        | ALB 3  | NOV 4   | AND 2   | LES 4  | VAL 5  | LEN 3   | SNO 1   |         |        | 1.º  | 1995   |
| 2019 | XCO        | ALB 6  | NOV 2   | AND 1   | LES 1  | VAL 3  | LEN 2   | SNO 2   |         |        | 1.º  | 1995   |
| 2020 | XCC        | LEN C  | VAL C   | LES C   | NOV 29 | NOV 6  |         |         |         |        | 4.°  | 310    |
| 2020 | XCO        | LEN C  | VAL C   | LES C   | NOV 4  | NOV 3  |         |         |         |        | 4.°  | 310    |
| 2021 | XCC        | ALB 3  | NOV 12  | LEO 29  | LES 9  | LEN 5  | SNO 15  |         |         |        | 4.°  | 1182   |
| 2021 | XCO        | ALB 2  | NOV 7   | LEO 10  | LES 5  | LEN 2  | SNO 4   |         |         |        | 4.°  | 1182   |
| 2022 | XCC        | PET 5  | ALB 3   | NOV 9   | LEO 11 | LEN 4  | AND 15  | SNO DNF | MON 32  | VAL 4  | 1.º  | 1723   |
| 2022 | XCO        | PET 1  | ALB 2   | NOV 3   | LEO 2  | LEN 4  | AND 3   | SNO DNF | MON 6   | VAL 2  | 1.º  | 1723   |
| 2023 | XCC        | NOV 5  | LEN 16  | LEO 17  | VAL 10 | AND 2  | LES DNS | SNO 8   | MON 5   |        | 1.º  | 1549   |
| 2023 | XCO        | NOV 3  | LEN 1   | LEO 21  | VAL 1  | AND 12 | LES 2   | SNO 2   | MON 14  |        | 1.º  | 1549   |
| 2024 | XCC        | MAI 8  | ARA 14  | NOV 8   | VAL 4  | CRA 6  | LES —   | LAK 5   | MON 25  |        | 4.º  | 1164   |
| 2024 | XCO        | MAI 35 | ARA 6   | NOV 2   | VAL 1  | CRA 4  | LES —   | LAK 25  | MON 8   |        | 4.º  | 1164   |